# إيلي إم. بلاك
إيلي إم. بلاك (بالإنجليزية: Eli M. Black)‏ هو حاخام أمريكي، ولد في 9 أبريل 1921 في بولندا، وتوفي في 3 فبراير 1975 في نيويورك في الولايات المتحدة.

## وصلات خارجية
- إيلي إم. بلاك على موقع إن إن دي بي (الإنجليزية)